# Француски комитет народног ослобођења
Француски комитет народног ослобођења, створен у Алжиру, тек је крајем 1944. успоставио у Риму своје дипломатско представништво.